# 앱솔루틀리 패벌러스: 더 무비
앱솔루틀리 패벌러스: 더 무비(Absolutely Fabulous: The Movie)는 미국에서 제작된 맨디 플레처 감독의 2016년 코미디 영화이다. 조안나 럼리 등이 주연으로 출연하였고 다미안 존스 등이 제작에 참여하였다.

## 출연

### 주연
- 조안나 럼리
- 제니퍼 손더스

### 조연
- 그웬돌린 크리스티
- 카라 델레바인
- 레벨 윌슨
- 킴 카다시안
- 조안 콜린스
- 셀리아 아임리
- 줄리아 사왈라
- 크리스 콜퍼
- 캐시 버크
- 제인 호록스
- 던 프렌치
- 케이트 모스
- 엠마 번튼
- 제리 홀
- 모 개프니
- 준 휘트필드
- 루루
- 켈리 호픈
- 마크 게티스

## 제작진
- 미술: 해리 뱅스
- 의상: 레베카 헤일